# Rachel House
Rachel Jessica Te Ao Maarama House (Auckland, 20 de outubro de 1971) é uma atriz e diretora de cinema neozelandesa. Ela é mais conhecida pelos seus papéis nos filmes de Taika Waititi. Ela recebeu diversos prêmios, incluindo o Arts Laureate, a Ordem do Mérito da Nova Zelândia, o 'Mana Wahine' do WIFT NZ e o Te Waipuna a Rangi (Prêmio Matariki) por suas contribuições como atriz e diretora.

## Vida pessoal
House nasceu em Auckland, Nova Zelândia e foi criada em Kamo, Whangārei por seus pais escoceses adotivos John e Sheila House. A atriz possui afiliações da etnia Māori iwi.

## Carreira

### Atriz
Rachel frequentou a escola nacional de teatro da Nova Zelândia, Toi Whakaari, graduando-se em 1992. Ela começou a trabalhar no palco com o Pacific Underground Theatre e a Auckland Theatre Company.
Ela atuou em várias outras produções que fizeram turnês nacionais e internacionais, incluindo Waiora de Hone Kouka, The Worlds Wife de Carol Anne Duffy e a coprodução Reino Unido/Nova Zelândia de A Bela e a Fera.
Em 1998, House fez sua estreia nas telas no curta-metragem Queenie and Pete. Em 2002, ela apareceu no premiado filme Whale Rider. Em 2005, ela se tornou regular na série Maddigan's Quest ao lado da jovem Rose McIver.
Em 2008, House apareceu no primeiro longa-metragem de Taika Waititi, Eagle vs Shark. Ela se tornou uma colaboradora regular de Waititi, aparecendo em seu segundo filme, Boy, de 2010, e fornecendo treinamento de atuação para os jovens atores no set. Em 2016, ela apareceu no terceiro filme de Waititi, Hunt for the Wilderpeople, e novamente forneceu treinamento de atuação para o jovem protagonista Julian Dennison.
House dublou a avó Tala no filme de animação da Disney de 2016, Moana. Em 2017, ela interpretou a guarda-costas do Grão-Mestre, Topaz, em Thor: Ragnarok. Em 2019, ela foi uma das protagonistas de Bellbird, filme que recebeu diversos prêmios em diversos festivais internacionais de cinema. Em 2020, ela dublou Terry no filme de animação daPixar, Soul.
Ela desempenha um dos papéis principais na série dramática de comédia australiana de 2023, Bay of Fires, e em 2024 repetirá seu papel na segunda temporada da premiada série da Netflix, Heartbreak High. Em resposta ao seu trabalho na Austrália, Bridget McManus do Sydney Morning Herald escreveu: "com sua presença imponente e inconfundível sotaque neozelandês, Rachel House é uma ladrão de cenas em série na televisão e no cinema australianos".
Como treinador de atuação, House trabalhou ao lado de Jane Campion em Top of the Lake e The Power of the Dog (2021); e com Taika Waititi em Boy (2010), Hunt for the Wilderpeople (2016), Jojo Rabbit (2019) e Next Goal Wins (2023).

### Direção
House dirigiu inúmeras peças teatrais, curtas-metragens e um longa-metragem lançado em 2024.
Depois de se formar na escola de teatro em 1992, House passou a dirigir peças teatrais, incluindo Have Car, Will Travel de Mitch Tawhi Thomas em 2001, pelo qual ganhou vários prêmios.
Em 2008, House estudou direção na Escola de Cinema de Praga, na República Tcheca. Lá, ela fez dois curtas-metragens, Bravo e New Skirt.
Em 2010, ela dirigiu o curta-metragem de Kylie Meehan, The Winter Boy, produzido pela Hineani Melbourne para o Premiere Shorts da New Zealand Film Commission.
Em 2012, House dirigiu a versão em língua maori de Troilus e Cressida de Shakespeare, Toroihi rāua ko Kahira, adaptada por Te Haumihiata Mason e ambientada em um mundo maori clássico e um mundo maori pré-colonial.
Em 2016, Rachel dirigiu a produção de Medea, da companhia de teatro Silo Theatre, sediada em Auckland, uma releitura contemporânea do mito de Eurípides criada pelas produtoras de teatro australianas Kate Mulvany e Anne-Louise Sarks, e codirigiu Tweedie Waititi da Matewa Media as versões em língua maori dos filmes de animação da Disney, O Rei Leão (2004) e Moana (2016).

## Filmografia

### Filme
| Ano  | Título                              | Papel            | Notas                                    |
| ---- | ----------------------------------- | ---------------- | ---------------------------------------- |
| 2002 | Whale Rider                         | Shilo            |                                          |
| 2004 | Fracture                            | Motorista        |                                          |
| 2006 | Perfect Creature                    | Mulher forense   |                                          |
| 2007 | Eagle vs Shark                      | Nancy            |                                          |
| 2010 | Boy                                 | Tia Gracey       | Também treinador de atuação              |
| 2013 | White Lies                          | Maraea           |                                          |
| 2014 | Everything We Loved                 | Jornalista (voz) |                                          |
| 2014 | The Dark Horse                      | Vagrant woman    |                                          |
| 2016 | Hunt for the Wilderpeople           | Paula Hall       | Estagiária de direção e coach de diálogo |
| 2016 | The Rehearsal                       | Rewia            |                                          |
| 2016 | Cradle                              | System (voz)     | Short film                               |
| 2016 | Moana                               | Avó Tala (voz)   | Dublagem inglês e māori                  |
| 2017 | Thor: Ragnarok                      | Topaz            |                                          |
| 2019 | Bellbird                            | Connie           | [ 10 ]                                   |
| 2019 | Jojo Rabbit                         | American Soldier | Cena deletada                            |
| 2020 | Ellie & Abbie (& Ellie's Dead Aunt) | Patty            |                                          |
| 2020 | Penguin Bloom                       | Gaye             |                                          |
| 2020 | Soul                                | Terry (voz)      |                                          |
| 2020 | Baby Done                           | Diretora Mullins |                                          |
| 2021 | Cousins                             | Missy            |                                          |
| 2021 | Rhys Darby: Mystic Time Bird        | The Shaman (voz) | Papel de voz gravado                     |
| 2021 | Millie Lies Low                     | Marlene          |                                          |
| 2021 | Back to the Outback                 | Jacinta (voz)    |                                          |
| 2023 | The Portable Door                   | Nienke Van Spee  |                                          |
| 2023 | Next Goal Wins                      | Ruth             |                                          |
| 2023 | The Moon Is Upside Down             | Tuffy            | [ 11 ]                                   |
| 2023 | Coco                                | Mamá Coco (voz)  | Dublagem Māori                           |
| 2024 | Godzilla x Kong: The New Empire     | Hampton          |                                          |
| 2024 | Moana 2                             | Avó Tala (voz)   |                                          |
| 2025 | A Minecraft Movie                   | Malgosha         | [ 13 ]                                   |
| ASA  | Kangaroo                            | Jesse            | Pós-produção                             |

### Diretora
| Ano  | Título              | Notas          |
| ---- | ------------------- | -------------- |
| 2008 | Bravo               | Curta-metragem |
| 2008 | Nova saia           | Curta-metragem |
| 2010 | O Garoto do Inverno | Curta-metragem |
| 2024 | The Mountain        |                |

### Televisão
| Ano        | Titulo                             | Função                      | Notas                                                      |
| ---------- | ---------------------------------- | --------------------------- | ---------------------------------------------------------- |
| 1996       | Queenie and Pete                   | Queenie                     |                                                            |
| 1998       | Duggan                             | Warder                      | Episódio introdutório 2: "Sins of the Fathers"             |
| 1998       | Tiger Country                      | Faenza                      | Filme de televisão                                         |
| 1999–2000  | The Life and Times of Te Tutu      | Hine                        | Elenco principal                                           |
| 2002       | Mataku                             | Rachel                      | Temporada 1; episódio 3: "Going to War"                    |
| 2002       | Revelations – The Initial Journey  | Ocelot                      |                                                            |
| 2005       | Ask Your Auntie                    | Panelist                    |                                                            |
| 2006       | Maddigan's Quest                   | Goneril                     | Elenco principal. 8 episódios                              |
| 2011       | Super City                         | Roimata                     | Temporada 1; 2 episódios                                   |
| 2013       | The Blue Rose                      | Tina                        | 3 episódios                                                |
| 2014       | Hope and Wire                      | Joycie Waru                 | Minissérie; 3 episódios                                    |
| 2014–2016  | Soul Mates                         | Mum                         | Temporadas 1 & 2; 10 episódios                             |
| 2015       | Find Me a Māori Bride              | Kuini                       | Temporada 1; episódio 2                                    |
| 2016       | Wolf Creek                         | Ruth                        | Temporada 1; episódio 2 & 6: "Kutyukutyu" and "Wolf Creek" |
| 2018       | Wrecked                            | Martha                      | Temporada 3; 7 episódios                                   |
| 2018, 2020 | The New Legends of Monkey          | Monica / Demon Queen Hakuru | Temporada 1 & 2; 7 episódios                               |
| 2019       | Sherwood                           | Tui                         | 7 episódios                                                |
| 2019       | Get Krack!n                        | Sybill Rigg                 | Temporada 2; episódio 5                                    |
| 2019       | Over and Out                       | Barbar                      | Minissérie; episódio 4                                     |
| 2019       | Aroha Bridge                       | Whaea Bubbles               | Temporada 3; 6 episódios                                   |
| 2019       | The Lion Guard                     | Mama Binturong (voz)        | Temporada 3; 6 episódios                                   |
| 2020       | Stateless                          | Harriet                     | Minissérie; 6 episódios                                    |
| 2020–2021  | 100% Wolf: Legend of the Moonstone | Ms. Afeaki (voz)            | 11 episódios                                               |
| 2021       | Cowboy Bebop                       | Mao                         | Papel principal. 3 episódios                               |
| 2021, 2023 | Creamerie                          | Doc Garvey                  | Temporadas 1 & 2; 8 episódios                              |
| 2021–2024  | What If...?                        | Topaz (voz)                 | Temporadas 1–3; 3 episódios                                |
| 2022       | Amphibia                           | Parisia (voz)               | Temporada 3; episódio 12: "Olm Town Road"                  |
| 2022–2023  | Pinecone & Pony                    | Gladys (voz)                | Papel recorrente. Temporadas 1 & 2; 7 episódios            |
| 2022–2024  | Heartbreak High                    | Woodsy                      | Recurring role. Temporadas 1 & 2; 13 episódios             |
| 2023       | Koala Man                          | Janine / Louise (voz)       | Main role. 6 episódios                                     |
| 2023       | Bay of Fires                       | Airini                      | Temporada 1; 5 episódios                                   |
| 2023       | Foundation                         | Tellem Bond                 | Temporada 2; 5 episódios                                   |
| 2023       | Our Flag Means Death               | Mary Read                   | Temporada 2; episódio 4: "Fun and Games"                   |
| 2023       | Kiff                               | Mary Buns (voz)             | Temporada 1; 3 episódios                                   |
| 2023       | 100% Wolf: Book of Hath            | Ms. Afeaki (voz)            | 17 episódios                                               |
| 2024       | Time Bandits                       | Fianna                      | 10 episódios                                               |
| 2024       | The Legend of Vox Machina          | Dohla (voz)                 |                                                            |
| ASA        | Sunny Nights                       | Mony                        | 7 episódios. Pós-produção                                  |

## Prêmios e nomeações
| Ano  | Prêmio                                              | Categoria                 | Trabalho                       | Resultados |
| ---- | --------------------------------------------------- | ------------------------- | ------------------------------ | ---------- |
| 1995 | Chapman Tripp Theatre Award                         | Melhor revelação feminina | Nga Pou Wahine                 | Venceu     |
| 1996 | Chapman Tripp Theatre Award                         | Melhor atriz coadjuvante  | O Rei Leão                     | Indicado   |
| 2001 | Chapman Tripp Theatre Award                         | Diretor do ano            | Have Car Will Travel           | Venceu     |
| 2001 | New Zealand Listener Award                          | Melhor diretor            | Have Car Will Travel           | Venceu     |
| 2002 | Chapman Tripp Theatre Award                         | Outstanding Performance   | Woman Far Walking              | Venceu     |
| 2003 | Chapman Tripp Theatre Award                         | Melhor atriz coadjuvante  | An Enemy of the People         | Venceu     |
| 2008 | Prague Film School                                  | Melhor diretor            | Bravo                          | Venceu     |
| 2008 | Prague Film School Audience Award                   | Melhor filme              | New Skirt                      | Venceu     |
| 2010 | Winnipeg Aboriginal Film Festival                   | Melhor atriz coadjuvante  | Boy                            | Venceu     |
| 2012 | Chapman Tripp Theatre Award                         | Diretor do ano            | The Māori Troilus and Cressida | Venceu     |
| 2012 | New Zealand Arts Foundation Laureate Award          |                           |                                | Venceu     |
| 2016 | WIFT NZ Mana Wāhine Award                           |                           |                                | Venceu     |
| 2018 | Te Waipuna-ā-Rangi Award for Arts and Entertainment | Entertainer of the Year   |                                | Venceu     |